# Der Illusionist (2010)
Der Illusionist (Originaltitel: L’Illusionniste) ist ein französisch-britischer Animationsfilm aus dem Jahr 2010 von Sylvain Chomet. Das melancholische Filmdrama basiert auf einem Drehbuch von Jacques Tati, das er 1956 zwischen den Filmen Mein Onkel und Tatis herrliche Zeiten schrieb, aber nie verwirklichte. Es erzählt die väterliche Beziehung zwischen einem alten armen Zauberer und einer jungen Bewunderin.

## Handlung
Im Jahr 1959 wandert der glücklose und leicht ungeschickte Zauberer, der unter seinem Künstlernamen Tatischeff bekannt ist, von einem Ort zum nächsten, nur um sich seine nächste Mahlzeit finanzieren zu können. So wurde er gerade in Paris im „Royal Luxor“ entlassen und reist nach London, wo er im „Emporium“ auftreten darf. Doch weil sich nur wenige Zuschauer finden, wird er schnell wieder entlassen und tingelt durch einige Festivalveranstaltungen, wo er von einem begeisterten Schotten angesprochen wird, doch in seiner kleinen Dorfkneipe aufzutreten. Da Tatischeff das Geld nötig hat, reist er nach Schottland, wo er der leicht rückständigen, schnell begeisterungsfähigen und freundlichen Dorfgemeinschaft einen Auftritt abliefert, der zum Erstaunen Tatischeffs zum ersten Mal seit langer Zeit mit frenetischem Applaus gewürdigt wird.
In der Gaststätte ist auch eine junge Dame namens Alice angestellt, die von Tatischeff verzaubert ist und ihm kostenlos seine Wäsche reinigt, worauf dieser sich bei ihr mit neuen Schuhen bedankt. Beide sind sich sympathisch und kümmern sich umeinander, sodass sie gemeinsam nach Edinburgh reisen, wo sie in einer Künstlerherberge unterkommen und Tatischeff einen Auftritt in der „Royal Music Hall“ erhält. Aber da sein Auftritt erneut nicht gelingt, wird er wieder entlassen. Trotz Geldsorgen kauft er Alice den gewünschten weißen Mantel und versucht, ihr auch andere Wünsche wie gutes Essen und schöne Schuhe zu erfüllen. Aber er kann es sich einfach nicht leisten. Mit seinem letzten Geld kauft er ihr schöne hochhackige Schuhe, womit sie in die Nacht davonschlendert.
Er selbst ist nun pleite und nimmt einen Job in einer Kfz-Werkstatt an, den er am nächsten Morgen auch schon wieder verliert. Immer mehr Künstlernachbarn verlieren ihren Job und sind pleite, sodass sie ihre Flucht entweder im Selbstmord oder in anderen Berufen suchen. Das macht Alice traurig, verliert sie doch immer mehr Freunde. Während sie allerdings etwas Hoffnung in einem schönen jungen Mann findet, muss sich inzwischen Tatischeff seinen letzten Rest an Würde nehmen lassen, als er während eines Jobs in einer Werbeagentur als Zauberer für das Schaufenster des Kaufhauses „Jenners“ engagiert wird. Er fühlt sich dabei so gedemütigt, dass er zum ersten Mal selbst einen Job kündigt.
Während Tatischeff völlig pleite durch Edinburgh läuft, entdeckt er Alice, wie sie glücklich verliebt mit dem schönen Nachbarn durch die Straßen schlendert. Da er nicht von ihr entdeckt werden will, versteckt er sich und flieht in ein Kino, wo gerade mit Mein Onkel ein Film von Tati zu sehen ist. Daraufhin läuft er nach Hause und trifft unterwegs seinen ehemaligen Nachbarn aus dem Künstlerhotel, den Bauchredner, der nun völlig betrunken und verarmt auf der Straße bettelt. Tatischeff läuft in sein Hotelzimmer, hinterlässt frische Blumen als Zeichen, dass Alice nun ihrem neuen Glück folgen soll, und reist aus Edinburgh ab.

## Kritik
Die Kritiken zu dem Film waren überwiegend positiv. Der US-Dienst Rotten Tomatoes zählte 117 Kritiken, von denen 105 positiv und 12 negativ waren.

„L’Illusionniste präsentiert die zauberhafte Melancholie des letzten Akts der Karriere Jacques Tatis. […] Aber der Film steht auf eigenen Füßen und kaschiert die realen Ereignisse, die ihn inspirierten. Er lebt und atmet auf seine eigene Weise, und kann als Ergänzung zu den mysteriösen Spleen Tatis betrachtet werden.“

„L’Illusionniste ist eine zurückhaltende Hommage an seinen Autor und zugleich ein melancholischer Blick auf eine verlorene Welt. […] Auch ohne Dialog entwickelt sich eine Geschichte, klar, wenn auch nicht laut, in der Beziehung, die zwischen den beiden Figuren entsteht.“

„Slyvain Chomet hat eine animierte Adaption von Jacques Tatis Drehbuch von 1956 inszeniert, allerdings ohne Tatis visuellen Witz und wilde Erfindungen. […] Chomet reduziert Tatis überwältigenden und reizbaren Humor zu einer übertriebenen Sentimentalität. Das Ergebnis ist eine klischeebeladene Nostalgiereise, in Französisch, Englisch Gälisch.“

„Wenn der Film eins beweist, dann dass Wörter auch gar nicht nötig sind. Bilder, Musik und die wenigen Laute der Protagonisten reichen aus, um die Geschichte von Der Illusionist zu erzählen. […] Wem also The Artist gefallen hat, nichts gegen Nostalgie und Melancholie einzuwenden hat oder auch einfach mal wieder ein Beispiel sehen will, dass Zeichentrickfilme nicht nur für Kinder sein müssen, auf den wartet eine sprichwörtlich bezaubernde Zeitreise.“

## Produktion
Während einer Lesung des Drehbuchs durch Chomet an der London Film School meinte dieser, dass „der große französische Komiker Jacques Tati das Drehbuch von L’Illusionniste geschrieben und beabsichtigt hatte, es als Realfilm mit seiner Tochter zu verwirklichen.“ Das Stück war in den Archiven des Centre national du cinéma et de l’image animée unter der Bezeichnung „Film Tati Nº 4“ katalogisiert und wurde von den Hütern des Werkes Tatis, Jérôme Deschamps und Macha Makeieff, Chomet 2003 überreicht, nachdem dieser mit Das große Rennen von Belleville beim Filmfest Cannes aufgetreten war. Schon davor hatte Tatis Tochter Sophie Tatischeff, der die Rolle des Mädchens ursprünglich zugedacht war, zu Chomet gesagt, dass sie sich eine Verfilmung ausschließlich in der Form eines Animationsfilms vorstellen könne. Chomet konnte dies gut verstehen, denn der Gedanke, Tati von einem anderen Schauspieler verkörpern zu lassen, erschien auch ihm lächerlich.
Der Film wurde in Chomets Edinburgher Filmstudio, Django Films, von einer Gruppe internationaler Animatoren gefertigt. Die ursprünglich veranschlagten Kosten von 10 Mio. Pfund wurden von Pathé Pictures übernommen. Während einer Pressekonferenz im Februar 2010 meinte Chomet, dass der Film zum Schluss 17 Mio. US-Dollar gekostet habe. Der schottische The Herald behauptete, dass 180 Kreative bei der Produktion involviert waren, wovon bereits 80 bei Das große Rennen von Belleville mitgearbeitet hatten. Der Scotsman meinte sogar, dass es sich um 300 Personen und 80 Animatoren handelte. Der Großteil der Animationen wurde in Edinburgh und Dundee gefertigt, weitere entstanden in Paris und London. Etwa fünf Prozent der Arbeit, hauptsächlich Zwischenszenen, wurden in Südkorea gefertigt.

## Auszeichnungen
- eine Nominierung bei der Oscarverleihung 2011 als Bester Animationsfilm
- eine Nominierung bei den Golden Globe Awards 2011 als Bester Animationsfilm
- eine Auszeichnung beim César 2011 als Bester Animationsfilm
- eine Auszeichnung beim Europäischen Filmpreis 2010 als Bester Animationsfilm

## Veröffentlichung
Nachdem bereits erste Ausschnitte des Films beim Filmfest Cannes im Jahre 2008 gezeigt worden waren, hatte der Film seine offizielle Filmpremiere am 16. Februar 2010 auf der Berlinale 2010. Der Kinostart in Belgien und Frankreich war am 16. Juni 2010. In Deutschland erfolgte bislang keine Kino-Veröffentlichung. 2012 wurde der Film vom Label Arthaus auf DVD mit deutschen Untertiteln herausgebracht.